# 木瓜蛋白酶
木瓜蛋白酶（英語：papain），或簡稱木瓜酶、木瓜酵素，又称嫩精或木瓜粉，是存在于番木瓜果实中的一种半胱氨酸蛋白酶。木瓜蛋白酶对于嫩化肉类起着重要作用，市面上更多稱為鬆肉粉或嫩肉粉。

## 结构
木瓜蛋白酶由212个氨基酸残基组成，并含有3对二硫键。它的三维结构是由两个不同的结构域所组成，两个结构域之间形成一个缝隙；缝隙内含有酶的活性位点，包括一个与胰凝乳蛋白酶中所含的相似的催化三联体。木瓜蛋白酶中的催化三联体由25位的半胱氨酸（Cys-25）、159位的组氨酸（His-159）和158位的天冬酰胺（Asn-158）这三个氨基酸所组成。化学式为：C1050H1584O308N290S7

## 催化机制
木瓜蛋白酶的剪切肽键的机制包括：在His-159作用下Cys-25去质子化，而Asn-158能够帮助His-159的咪唑环的摆放，使得去质子化可以发生；然后Cys-25亲核攻击肽主链上的羰基碳，并与之共价连接形成酰基－酶中间体；接着酶与一个水分子作用，发生去酰基化，并释放肽链的羰基末端。

## 应用
木瓜蛋白酶主要被用于将硬的肉纤维（蛋白质组成）切断，并且该用途已经被南美洲的土著居民使用了数千年。该酶是嫩肉粉（在大多数的超级市场都可以买到）的成分之一。由于可以降解生物毒液中的蛋白毒素，木瓜蛋白酶可以在家庭治疗被水母、蜜蜂、黄蜂等蛰伤或被魔鬼鱼刺伤的情况。它也是在澳大利亚流行的急救药“Stop Itch”和“Stop Itch Plus”中的主要成分。
木瓜蛋白酶在准备細胞培養的第一步中被用于分离细胞。用酶处理小组织块10分钟后，就可以将连接细胞的细胞外基质打断；然后再用蛋白酶抑制剂来停止反应，防止木瓜蛋白酶进一步裂解细胞本身；最后用将组织块打散为单细胞悬浮液。
木瓜蛋白酶被用于多种清創手術的准备中，可用于清除伤口上的死亡组织。
它也是一些牙膏或薄荷类糖的成份之一，有助于牙齿亮白。因为这些产品中的木瓜蛋白酶浓度都很低，而且还会被唾液进一步稀释，因此这种亮白效果比较小，需要长时间使用才能见效。
木瓜酵素對敏感性或乾性肌膚可能有刺激性，但低於鳳梨蛋白酶引起之程度。
此外，亦有新聞指若氣喘患者食用嫩精，可能會影響健康。

## 生产
通常木瓜蛋白酶是以粗制品形式被生产，主要来源是从木瓜树的果实中提取乳液（latex）后制成的干货。乳液是通过割果实的颈部进行收集，或直接在果实上风干，或滴入容器中。风干后的乳液就是木瓜蛋白酶的粗制品。若需对其进行进一步的纯化以除去杂质，就要先溶解粗制品，并用一个标准的过程（政府注册）进行提纯。纯化后的木瓜蛋白酶可以制为干粉或液体。

## 其他

抗体可以被木瓜蛋白酶切为三个大小为50kDa的片段：两个为Fab片段，一个为Fc片断。

在免疫学中，木瓜蛋白酶可被用于将免疫球蛋白（即抗体）的Fc片段（可结晶）和Fab片段（抗原结合）切割开。
在《食品添加物使用範圍及用量標準》裡面，屬於第十七類（其他）之第六項『酵素製劑』。
曾有網路謠言流傳，認為嫩精會致癌。